# Thrixspermum brevibracteatum
Thrixspermum brevibracteatum är en orkidéart som beskrevs av Johannes Jacobus Smith. Thrixspermum brevibracteatum ingår i släktet Thrixspermum och familjen orkidéer. Inga underarter finns listade i Catalogue of Life.